# Rotraut
Rotraut, de son nom de naissance, Rotraut Uecker, est une artiste allemande et française. Elle vit en Arizona.

## Biographie
Née à Rerik, en Allemagne, le 27 novembre 1938, Rotraut Uecker épouse lors d'un premier mariage, le 21 janvier 1962, l'artiste français Yves Klein. Celui-ci  meurt le 6 juin de la même année, d’une crise cardiaque à 34 ans.
Elle a avec lui un enfant, Yves Armand Marie (né le 6 août 1962), artiste connu sous le nom de Yves Amu Klein. En 1968, Rotraut Uecker épouse Daniel Moquay avec lequel elle a trois enfants : David, né en 1969, photographe et créateur multimedia aux États-Unis, Georges né en 1970, peintre installé en France et Loraine née en 1981, créatrice de bijoux, installée en Australie.

### France
Voulant devenir artiste, en 1957, Rotraut Uecker est d'abord venue en France où elle devait travailler comme fille au pair, sur la Côte d'Azur, près de Nice, chez un jeune artiste, Armand Fernandez, (qui devint connu sous le nom d'Arman), un ami de son frère Günther. Elle y rencontre alors Yves Klein qui est le parrain du fils d'Arman. Elle part, à la fin de l'été, s'installer avec Yves Klein, rue Campagne-Première à Paris, dans le quartier du Montparnasse. Tout en travaillant à sa propre œuvre, Rotraut Uecker aide Yves Klein dans ses créations. Elle expose pour la première fois à la galerie « New Vision » à Londres en 1959 ; ses tableaux figurent aussi au « Festival d'Avant-Garde », organisé par Jacques Poliéri à Paris en 1960.
À partir de 1969, Rotraut Uecker et Daniel Moquay vivent à Ibiza où Rotraut Uecker expose en 1973. En 1975, le couple et leurs enfants s'installent à Goussonville, dans la région parisienne. En 1977, l'artiste participe au Centre Pompidou à une exposition de groupe « À propos de Nice » montée par Ben (Ben Vautier).

### Phoenix, Arizona
En 1982, Rotraut Uecker et sa famille quittent la France pour aller s'établir, dans un climat sec, à Phoenix en Arizona, aux États-Unis. Elle expose à la « Galerie Riva Yares » à Scottsdale et à la « Galerie Pascal de Sarthe » à San Francisco en 1987. Dans les années 1990, Rotraut Uecker s’initie à la sculpture. En 1994, l'« Organisation Durst » lui commande deux immenses tableaux qui sont placés dans le hall de la firme à l'angle de la 6e avenue et de la 44e rue à New York. Une exposition des toiles et des sculptures est présentée en 1997 au « Musée Ann Norton » à Palm Beach en Floride. En 1998, Rotraut Uecker montre une immense céramique de 8 mètres à la foire espagnole d'art contemporain, l'Arco, à Madrid sur le stand de la « Galerie Gmurzynska » où ses tableaux sont présentés. En 2000, Rotraut Uecker expose sa sculpture « La Gitane » à Baltimore. En 2005, un parcours de ses sculptures monumentales est installé sur le « Golf Kulm » de Saint-Moritz, en Suisse. En 2006 Rotraut Uecker a été, à Knokke-le-Zoute, en Belgique, à l'affiche de la Galerie Guy Pieters qui montre aussi ses œuvres dans son espace de Saint-Paul-de-Vence. En mars 2007, Rotraut Uecker présente ses œuvres à la « Fondation Ahlers Pro Arte » à Hanovre, en Allemagne. Pendant l'été 2007, ses sculptures monumentales sont disposées autour du château Sainte-Roseline aux Arcs-sur-Argens, près de Saint-Tropez, dans le Var, en France.

## Œuvre
Dès 1956, Rotraut Uecker réalise ses premières Galaxies qui font du Cosmos la référence. L’artiste dépose à la surface de son support –toile marouflée sur bois- des quantités de gouttelettes de pâte blanche qui vont durcir. Le tout est recouvert d’encre de Chine ou de peinture noire. Ensuite, en grattant à la toile émeri l’étendue noircie, Rotraut Uecker fait réapparaître certains de ces points de lumière. Et fait ainsi vibrer une constellation. En 1963, Rotraut Uecker ajoute à cet espace créatif des tableaux inspirés par l’Univers et la voûte céleste : soleils, lunes, trous noirs, comètes, éclipses… Rotraut Uecker imagine aussi des tableaux où sont superposés deux carrés, dont l’un en losange.
En 1959, Rotraut Uecker expose à Londres à la New Vision Gallery des peintures reliefs, des reliefs à base de colle et de plâtre créés à la surface de planches dont elle fait des empreintes qui peuvent se démultiplier.
En 1960, Rotraut Uecker imagine de « voler » la sensibilité des grands maîtres classiques. « J’ai décidé de tenter de voler purement et simplement la sensibilité picturale de grands maîtres de notre art occidental si hermétique », écrit-elle alors.[réf. nécessaire] Elle projette ainsi des diapositives de tableaux de Botticelli, Rubens, Cézanne, Gauguin, David, entre autres. Sur un grand papier fixé au mur, elle suit les lignes de force de l’œuvre, en reprend les mouvements qu’elle ressent et en repeint les couleurs. À partir de ce travail, elle sélectionne une partie pour en tirer des empreintes. Ces œuvres sont exposées pour la première fois chez Amstel à Amsterdam en 1964.
Dans une grande partie de son travail actuel, Rotraut, reprenant ses méthodes des empreintes, imagine de créer, à base de colle et de plâtre, des formes, produites dans une conduite d’énergie-réflexe. Elle choisit ensuite certaines de ces créations qu'elle décline en grandes sculptures de céramique, de marbre Belgique, de métal, de bois, de pierre, de bronze, d’acier, de plastique…[Interprétation personnelle ?]

## Expositions
- 2004 : « Rotraut », Château d’Arsac, France.
- 2007 : « Rotraut Sculptures monumentales » Château Sainte-Roseline, Les Arcs-sur-Argens, France.
- 2010 : Lugano
- 2011 : « Ribbon Dancer », Commanderie de Peyrassol, Flassans sur Issole, France.
- 2011 : Vinexpo Bordeaux
- Galerie Guy Pieters - Paris - Mai -juin 2011 [1]